# Cyanopulvis
Cyanopulvis is een monotypisch geslacht van schimmels behorend tot de orde Xylariaceae. Het bevat alleen Cyanopulvis australiensis.